# Carrozzeria Touring Superleggera
Die Carrozzeria Touring Superleggera ist ein italienisches Designstudio und Karosseriebauunternehmen, das Automobilkarosserien entwirft und Prototypen sowie Kleinserien herstellt. Der Name des Unternehmens nimmt auf die historische Carrozzeria Touring Bezug, die von 1926 bis 1966 existierte; eine rechtliche oder organisatorische Verbindung zu diesem Betrieb besteht allerdings nicht.

## Unternehmensgeschichte

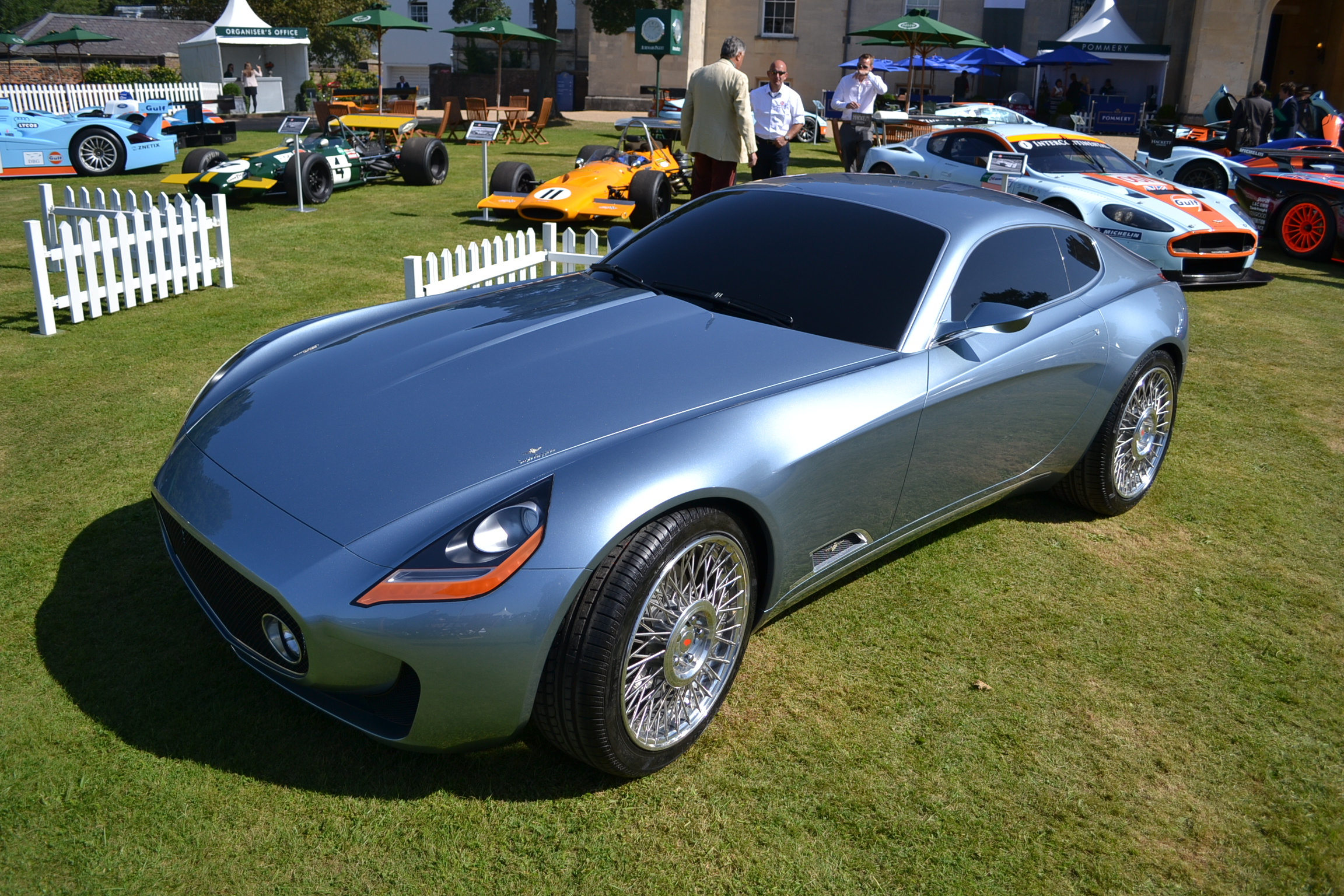
Maserati A8GCS

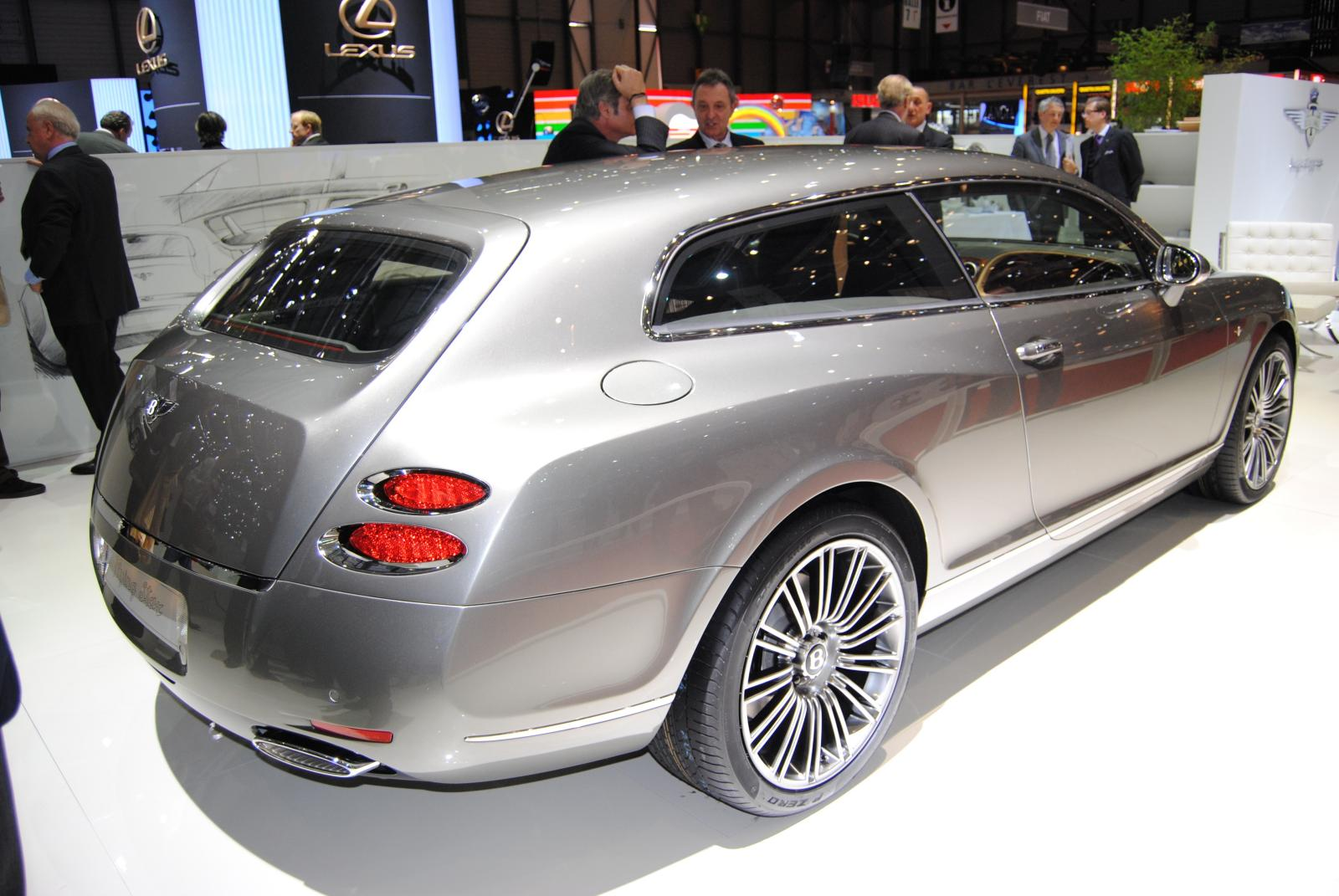
Bentley Continental Flying Star

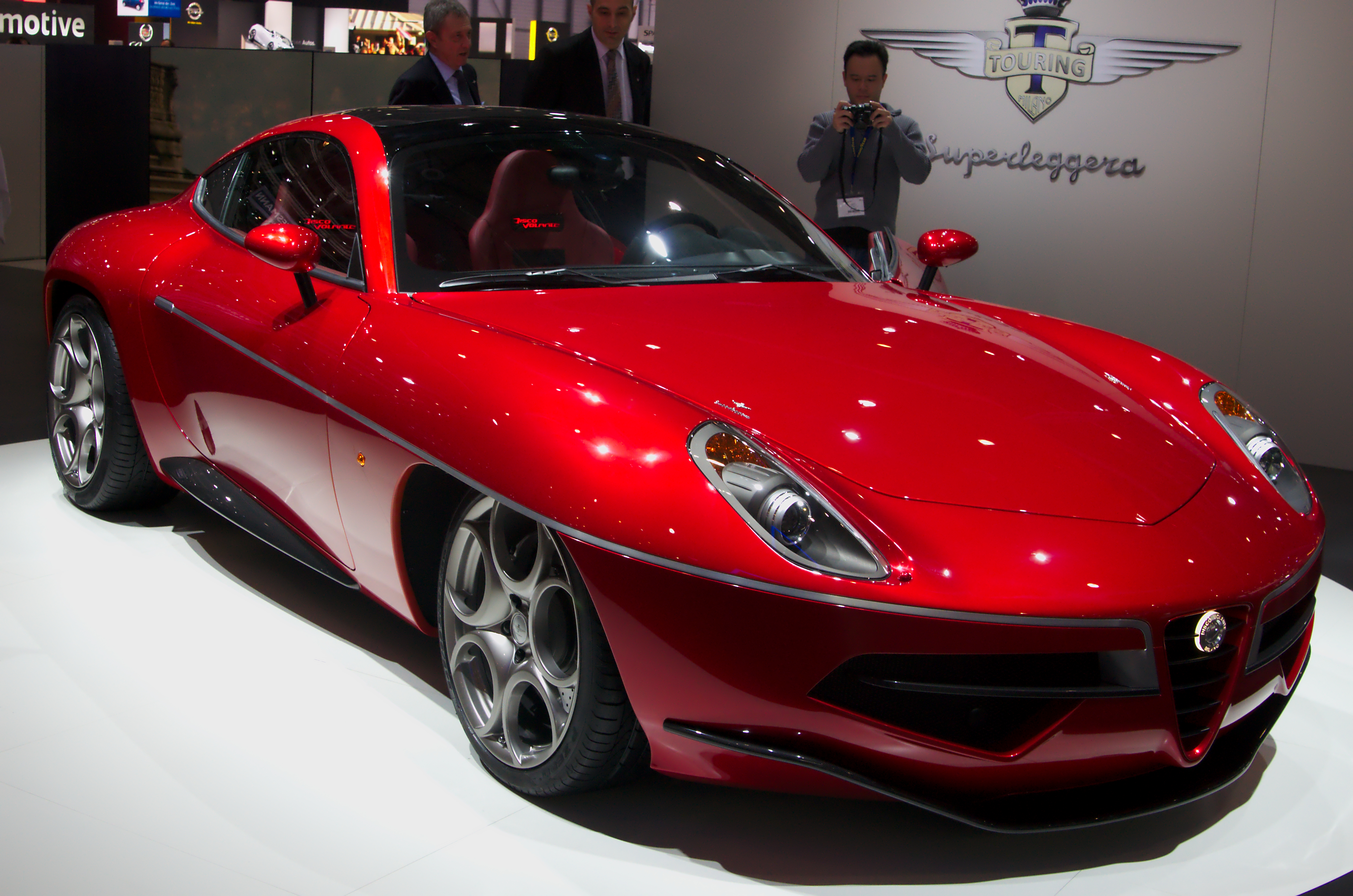
Touring Superleggera Disco Volante

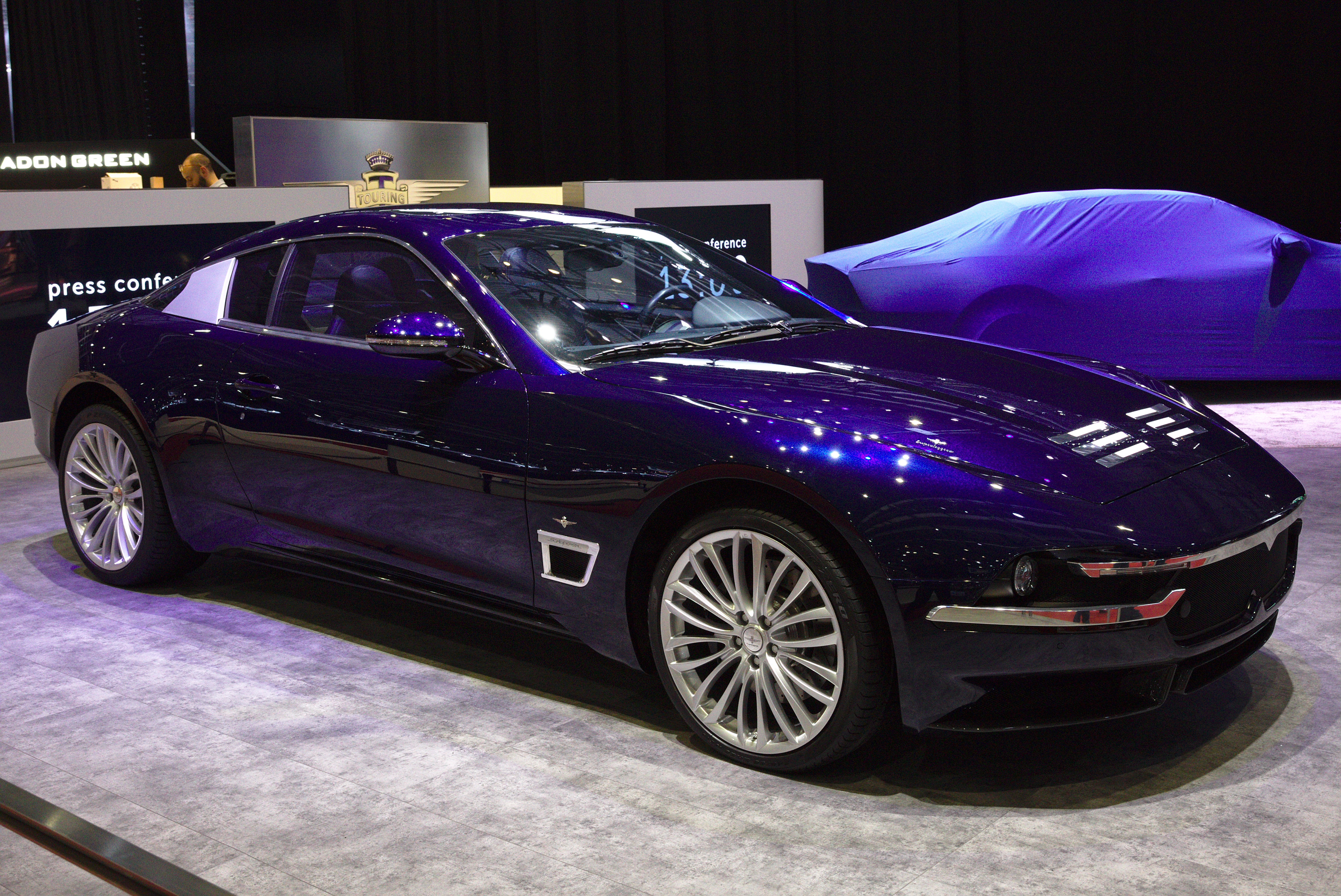
Touring Sciàdipersia

Die Carrozzeria Touring Superleggera wurde 2006 gegründet. Sie ist in Terrazzano di Rho in der Metropolitanstadt Mailand ansässig. Das Unternehmen ist Teil der in den Niederlanden registrierten Zeta Europe BV Group, die ihrerseits der belgischen Unternehmerfamilie D’Ieteren gehört.

### Markennamen
Die Firma greift zwei klassische Begriffe aus der italienischen Automobilgeschichte auf: Die 1926 von Felice Bianchi Anderloni und Gaetano Ponzoni gegründete Carrozzeria Touring (ohne den Zusatz Superleggera) gehörte bis in die 1960er-Jahre hinein zu den bekanntesten italienischen Karosseriebauunternehmen; zu ihren Kunden zählten nationale und internationale Automobilhersteller wie Alfa Romeo, Lancia, Aston Martin, Bristol und Jensen. Als Superleggera (deutsch etwa: superleicht) wird eine in den 1930er-Jahren von der Carrozzeria Touring entwickelte Bauart von Karosserien bezeichnet, bei der  Aluminiumblechteile  auf einem leichten dreidimensionalen Gerippe aus Metallprofilen unterschiedlicher Form und Stärke montiert wurden. Nach der Insolvenz Tourings 1966 ging der Betrieb auf die Carrozzeria Marazzi über. Die Markennamen blieben aber zunächst ungenutzt, bis die Zeta Europe BV sie 2006 für ihr neu gegründetes Unternehmen wieder aufleben ließ. 
2008 kam es in Frankfurt am Main zu einem Rechtsstreit mit der ein Jahr vorher gegründeten und im Schweizerischen Küsnacht ansässigen Touring Superleggera Markenverwaltungsgesellschaft AG, die der Zeta Europe BV die unrechtmäßige Nutzung der Marken Touring und Superleggera vorwarf und auf Unterlassung klagte. Zum Ausgang des Rechtsstreits ist nichts bekannt. 2010 wurde die Markenverwertungsgesellschaft wegen Insolvenz aufgelöst.

### Tätigkeitsbereiche
Designchef von Touring Superleggera ist seit der Unternehmensgründung der Belgier Louis de Fabribeckers. Neben dem Entwurf von Karosserien gehört auch der Aufbau von Prototypen zu den Tätigkeiten des Unternehmens. Seit 2008 stellt Touring Superleggera regelmäßig Designstudien aus. Die meisten von ihnen debütieren auf dem Genfer Autosalon. Einige bleiben Einzelstücke, andere wie etwa der Touring Superleggera Disco Volante oder der Touring Sciàdipersia werden in Kleinstserie auf Kundenwunsch produziert. Touring Superleggera versteht sich insoweit als Fortsetzung der traditionellen Carrozzieri, die bis in die 1960er-Jahre hinein individuelle Aufbauten für Serienfahrzeuge lieferten. Ähnliche Konzepte verfolgen auch Werke wie Pininfarina und Zagato.

## Autos von Touring Superleggera
- Maserati Bellagio (2008), ein Kombiwagen auf der Basis des Maserati Quattroporte V
- Maserati A8GCS (2008), ein zweisitziges Sportcoupé auf der Basis des Maserati GranTurismo
- Bentley Continental Flying Star (2010), ein dreitüriger Shooting Brake auf der Basis des Bentley Continental GT
- Gumpert Tornante (2011)
- Touring Superleggera Disco Volante (2012), ein Sportwagen im Stil des Alfa Romeo Disco Volante auf der Basis des Alfa Romeo 8C Competizione
- Mini Superleggera Vision (2014), ein offener Sportwagen auf der Basis des britischen Mini
- Ferrari Berlinetta Lusso (2015), ein Coupé auf der Basis des Ferrari F12
- Touring Sciàdipersia, ein Coupé (2018) und ein Cabriolet (2019) auf der Basis des Maserati GranTurismo bzw. GranCabrio
- Touring Aero 3 (2020), ein Coupé auf der Basis des Ferrari F12
- Touring Arese RH95 (2021), ein Coupé auf der Basis des Ferrari 488
- Touring Veloce12 (2024), ein Coupé auf der Basis des Ferrari 550